# Club Real Potosí
El Club Real Potosí  es un club de fútbol de la ciudad de Potosí, Bolivia. Fue fundado el 1 de abril de 1988 por el español Samuel Blanco y desde 2022 juega en la Primera "A" de la Asociación de Fútbol Potosí, tras descender en la Primera División 2021. Disputa sus encuentros como local en el Estadio Víctor Agustín Ugarte con capacidad para 32 105 espectadores.
Luego de su fundación se fusionó con el club BAMIN (Banco Minero) que se fundó el 20 de octubre de 1941, pasando a denominarse oficialmente Club Bamin Real Potosí, después se eliminó el nombre de Bamin debido a que su entonces presidente era un fanático del Real Madrid.
A nivel nacional obtuvo su primer y único título de la Primera División al consagrarse campeón del Torneo Apertura 2007. Además ha conseguido 1 título de la Copa Simón Bolívar.
A nivel internacional cuenta con 10 participaciones en torneos oficiales organizados por la Confederación Sudamericana de Fútbol: seis en Copa Libertadores de América y cuatro en Copa Sudamericana. Su mejor actuación a nivel internacional se dio en el año 2016 cuando alcanzó la segunda fase de la Copa Sudamericana.
Su principal rival es Nacional Potosí, con quién disputa el «Clásico Potosino», uno de los derbis más recientes de Bolivia. Además posee rivalidad con los clubes Independiente Petrolero y Universitario, ambos de la ciudad y capital del país, Sucre, cuyos partidos entre sí son referidos como el Clásico del Sur de Bolivia.

## Historia

### Fundación
La historia del club Real Potosí es corta tomando en cuenta que en 1994 el Español Samuel Blanco, un empresario minero, adquirió las acciones del club que en realidad comenzó a caminar en 1940 con el nombre de Bamin, que representaba al Banco Minero de Bolivia.
La Academia de fútbol Real Potosí fue fundada el 1 de abril de 1988 por Samuel Blanco y Gerardo Córdova.

### Fusión con el Club Bamín
Como club nació el 20 de octubre de 1941. En 1986 ascendió a la Liga en un paso fugaz, porque perdió la categoría ese mismo año luego de 28 partidos, con un saldo de cuatro ganados, ocho empatados y 16 perdidos, totalizando 18 puntos (cuando aún se asignaba dos unidades por triunfo y uno por empate). Anotó 26 goles y recibió 61.
Sin embargo, el mal momento de la minería boliviana hicieron que el empresario Samuel Blanco se animara a comprar las acciones del club potosino. Fue en 1994 que se comenzó la otra historia "lila", que pasó a llamarse Bamin Real Potosí (después se eliminó el nombre de Bamin), debido a que su presidente es un amante del Real Madrid.
En 1994 se da la fusión entre la escuela de Real Potosí y el club Bamin. 
Salió campeón de la Primera B del fútbol potosino, logrando el ascenso a la Primera A, para ganar dos títulos consecutivos, dándole el derecho de participar en la Copa Simón Bolívar, aunque sin fortuna.
En 1997 ganó el campeonato de la Primera A de la Villa Imperial y la Copa Simón Bolívar para ascender a la Liga, estos títulos alcanzados a la cabeza del Director Técnico Antonio Ortega, quien desempeñó un papel muy importante logrando que un equipo potosino ascienda a la Liga Profesional del Fútbol Boliviano. Siendo el principal anhelo de Ortega que un equipo de fútbol potosino juegue en la liga profesional y que el plantel esté compuesto por jugadores potosinos, impulsando a los jóvenes talentos a seguir una carrera profesional, demostrando que en la altura se puede hacer deporte de calidad. 

### La etapa de Samuel Blanco. Los años de la Máquina lila (2001-2010)
El presidente Samuel Blanco, continuó con su mandato y, bajo su dirección se consiguieron importantes logros deportivos e institucionales, siendo el presidente de Real Potosí durante todos los períodos en que el club consiguió logros históricos para Potosí.
En 2001, con Luis Esteban Galarza como técnico, el club logró clasificarse por primera vez a la Copa Libertadores, algo que ningún equipo de Potosí había logrado hasta ese momento, luego de vencer 1-0 a Jorge Wilstermann el 9 de diciembre y finalizar en el 3.º lugar del Clausura 2001, el gol de triunfo lo convirtió Roberto Correa.
El club hizo su debut en el máximo certamen continental de América con un triunfo como local, el 5 de febrero, ante San Lorenzo por 1-0 con gol de tiro libre de Roberto Correa a los 19'. En su segundo encuentro perdió en Montevideo ante Peñarol por 4-0 y posteriormente también caería ante El Nacional por 4-2 y frente a San Lorenzo en Buenos Aires por 5:1, posteriormente obtuvo su segunda victoria ante Peñarol por 6 a 1 (goles de Raúl Cardozo, Darwin Peña, Wilder Zabala y triplete de Cristián Reynaldo). Luego de la histórica victoria en la Copa, el equipo se despedía del certamen con una derrota contra El Nacional 0-2 en Quito.
En 2003 finalmente Galarza dejaba la dirección técnica del equipo
El segundo entrenador destacado en esta estapa fue Félix Berdeja

#### Campeón Nacional (2007)

Festejo de los jugadores de Real Potosí en el Estadio Olímpico Patria.

Luego de dos subcampeonatos consecutivos, el club Real Potosí consiguió su primer título nacional al consagrarse campeón del Torneo Apertura 2007, de la mano de Mauricio Soria.
El 10 de junio de 2007 es la fecha más importante en la historia del club, el Estadio Víctor Agustín Ugarte fue testigo de un hecho histórico, que vería por primera vez a un equipo potosino ser campeón de Primera División y, en una noche mágica, Real Potosí superó a Real Mamoré por 6 a 0, con un póker de Darwin Peña y un doblete de Rubén Darío Aguilera, consagrándose de esta manera campeón del fútbol boliviano y el 13 de junio en la última fecha ya como campeón, Real Potosí, finalmente obtuvo su primer título oficial en la máxima categoría tras empatar 0 a 0 en el Estadio Olímpico Patria de Sucre, ante más de 25 000 simpatizantes, contra Universitario de Sucre, En su campaña disputó 22 partidos consiguió 12 victorias, 3 empates y 7 derrotas convirtió 25 goles y recibió 21.
Los festejos masivos de la gente se multiplicaron por toda la ciudad de Potosí, que, obtenía así su primer gran galardón en la máxima categoría del fútbol boliviano.
Se cumplió así con el objetivo de conseguir un logro de primer nivel, obteniendo además por tercera vez en su historia la clasificación a la Copa Libertadores de América.
Plantel campeón: José Pablo Burtovoy, Hamlet Barrientos, Gustavo Gois de Lira, Ronald Eguino, Edemir Rodríguez, Adrián Cuéllar, Óscar Vera, Javier León, Marco Paz, Gerson García, Santos Amador, Percy Colque, Gerardo Yecerotte, Eduardo Ortiz, Franz Calustro, Ever Barrientos, Líder Paz, Bernardo Aguirre, Roberto Correa, Darwin Peña, Luis Gatty Ribeiro, Rubén Darío Aguilera, Edú Monteiro, Nicolás Suárez y Fernando Brandán. El Director Técnico fue Mauricio Soria.
A inicios de 2008, Real Potosí obtiene la Copa Aerosur del Sur 2008, tras superar a Universitario de Sucre en la final.
El club participó en la Copa Libertadores 2008 emparejado en el grupo A con Cruzeiro, San Lorenzo y Caracas.
Una vez terminado la temporada 2008, comenzó el Torneo Playoff, torneo por eliminación que se agregó por primera vez al calendario oficial de la máxima categoría del fútbol boliviano que determinaba el tercer equipo clasificado para los torneos de la Confederación Sudamericana de Fútbol, en especial para la Copa Libertadores de América.
Real Potosí hasta entonces no se había clasificado a ningún torneo internacional y el objetivo del plantel fue este torneo.
Real Potosí eliminó sucesivamente a Universitario de Sucre, (4-2 local y 2-2 visitante), a Real Mamoré (2-1 local y 1-1 visitante), al Bolívar (0-2 visitante, 2-0 local y 5-4 en los penales). Llegó así a la definición por el título.
La final del campeonato fue ante La Paz Fútbol Club, el partido de ida se juega el 14 de diciembre con victoria de Real Potosí 1-0. La vuelta se juega el 17 de diciembre en Potosí, el gol decisivo del encuentro lo marcaría Percy Colque para la victoria de los lilas.
Se cumplió así con el objetivo de clasificarse nuevamente a un evento internacional, obteniendo además por cuarta vez en su historia la clasificación a la Copa Libertadores de América.
El año 2010 marcaría el fin de la era de Samuel Blanco.

### Comienzo de la decadencia

#### El descenso
Tras terminar en el puesto 15 de la Primera División 2021, enfrentó a Universitario de Sucre en partidos de ida y vuelta por la permanencia. El 15 de diciembre perdería como local el primero de los dos partidos con un marcador 1-2 y, el 19 de diciembre perdería la categoría, luego de caer en Sucre 0-2, con lo que se consumaba su descenso a la Asociación de Fútbol Potosí.

### Comienzo del regreso

#### regresando a las Competiciones oficiales
En un intento por volver a poner al club en pie, se sugirieron algunos intentos e ideas, como unirse con otro equipo. Un hecho que disgustó a algunos aficionados y autoridades locales. El diputado, el abogado Jaime Flores, fue designado presidente en 2022, y así se puso en práctica el plan de rescate del Real Potosí, con partidos amistosos y el fortalecimiento de la relación entre el club y la afición (una de las más grandes del país). 
En 2023, de regreso a la actividad profesional, el club tuvo un comienzo muy difícil, malos resultados, con constantes cambios de entrenadores totalizando 5, con eso perdiendo el título del torneo Adecuación. 
El cambio se produjo con la llegada del técnico brasileño Cleibson Ferreira, que había sido el campeón del torneo de Adecuación.
Con la llegada del técnico brasileño, el equipo mejoró su desempeño, llegando a cuartos de final de la Copa Simón Bolívar 2023 y campeón de la división.
En 2024, el Real hizo una importante reforma con vistas a regresar a la Liga boliviana. 
En la fase regional de la Copa Simón Bolívar correspondiente a la primera fase nacional, Real Potosí resultó campeón.

## Símbolos

### Historia y evolución del escudo

Primer escudo de la institución.

El símbolo actual de la institución está inspirado en el del Real Madrid Club de Fútbol, debido a que el entonces presidente Samuel Blanco era un fanático del club madridista y se inspiró en el diseño del emblema.
Además bajo el escudo se encuentran 3 estrellas que representan el título nacional de 2007 y los 2 torneos Playoff de 2008 y 2009.

### Canción oficial
La canción más representativa de Real Potosí es la tonada en ritmo Tinku, ¡Soy de Real Potosí!, compuesta por Gerardo Arias e interpretada por Savia Andina.
| [[Archivo:\|link=\|22px\|Icono]]Soy de Real Potosí |
| |
| Si, si, si Potosí, ¡Real Potosí! Yo soy de Real Potosí, mucha garra y corazón orgullo de mi nación, y de mi villa imperial Defiendo con lealtad los colores del Real fuerza coraje eso sí, y que viva Potosí. Realista, potosino, fiel y fino sí señor jugador de tierras santas ¡¡¡boliviano hasta morir.!!! Autor: Gerardo Arias |
| |

### Mascota oficial

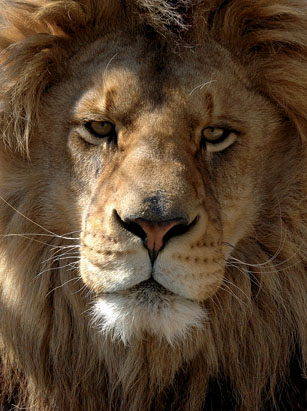
El León, símbolo del club en la actualidad.

La mascota oficial del club es un León, ya que representa ego de poderío, garra y la realeza potosina como regresión atávica.

## Indumentaria
Desde su fundación en 1988, Real Potosí ha vestido siempre completamente de lila.
La segunda equipación siempre ha sido predominantemente de color blanco, a veces con elementos de color lila.
- Uniforme titular: Camiseta  pantalón y medias lilas.
- Uniforme alternativo: Camiseta, pantalón y medias blancas.

| Titular | Visitante |

| Período       | Proveedor          |
| ------------- | ------------------ |
| 1998-2002     | Sport La Comita    |
| 2006-2009     | UnoSport           |
| 2010          | Randall            |
| 2011          | Willys Athletic    |
| 2011          | UnoSport           |
| 2012          | Forte Athletic     |
| 2012-2013     | Samy Sport         |
| 2013-2014     | UnoSport           |
| 2015          | Samy Sport         |
| 2016-2017     | UnoSport           |
| 2017          | Saltarín Rojo      |
| 2018-2021     | UnoSport           |
| 2023-2024     | CJM Sport          |
| 2024          | Oxígeno Store wear |
| 2025-presente | LEA                |

## Instalaciones

### Estadio

Vista interior del Estadio Víctor Agustín Ugarte.

Real Potosí disputa sus encuentros de local en el Estadio Víctor Agustín Ugarte, recinto que es propiedad del Gobierno de Potosí. Fue inaugurado en 1992, cuenta con un aforo total para 32 105 espectadores y se ubica en la zona de San Clemente.
Se encuentra situado a una altitud de 3900 metros sobre el nivel del mar, que lo convierte en el segundo estadio más alto del país y uno de los de mayor altitud del mundo.
Su primer nombre no oficial fue Estadio de San Clemente por la zona en la que se ubica, en el 2000 se cambió por el de Mario Mercado Vaca Guzmán como homenaje al fallecido dirigente boliviano y por el aporte que dio su hijo al pintado de las graderías y la instalación de las luminarias.
En el año 2002 sufrió su primera remodelación, producto de la histórica primera participación del Club Real Potosí, en la Copa Libertadores de América, subiendo su capacidad de 13 000 espectadores al mínimo exigido por la Confederación Sudamericana de Fútbol para partidos de carácter internacional de 20 000.
El año 2008 fue objeto de una segunda remodelación en su infraestructura ampliándose su capacidad de 20 000 a 32.105 espectadores, además ese año cambió su denominación a la actual de Estadio Víctor Agustín Ugarte, en homenaje al mejor jugador del fútbol boliviano Víctor Agustín Ugarte.
En la actualidad por la ubicación del escenario potosino tiene el sobrenombre del "Nido de los Cóndores".

## Datos del club

### Denominaciones
A lo largo de su historia, la entidad ha visto como su denominación variaba por diversas circunstancias hasta la actual de Club Deportivo Real Potosí —cuando en 1994 se produce la fusión de los dos clubes predecesores—. El club se fundó bajo el nombre oficial de Academia de Fútbol Real Potosí, pero su nombre ha sido modificado por un motivo u otro.
A continuación se listan las distintas denominaciones de las que ha dispuesto el club a lo largo de su historia:
- Academia de Fútbol Real Potosí: (1988-93) Nombre oficial en su fundación.
- Club Deportivo Real Potosí: (1994-act.) Nombre adoptado tras la fusión con el club Bamin.

### Estadísticas
- Puesto en la clasificación histórica de la Primera División: 7.º
- Temporadas en Primera División: 41 (1998-2021).
- Mejor puesto en Primera División: 1.º (Apertura 2007).
- Peor puesto en Primera División: 15.º (2021).
- Mayor goleada a favor
  - En torneos nacionales:
    - 8 - 0 contra Blooming (17 de noviembre de 2002).
    - 8 - 0 contra Real Mamoré (11 de mayo de 2008).
    - 8 - 1 contra Guabirá (2 de mayo de 2003).

  - En torneos internacionales:
    - 6 - 1 contra  Peñarol (6 de marzo de 2002 por la Copa Libertadores 2002).
    - 5 - 1 contra  Cruzeiro Esporte Clube (16 de abril de 2008 por la Copa Libertadores 2008).
- Mayor goleada en contra
  - En torneos nacionales:
    - 1 - 9 contra Blooming (17 de mayo de 2000).
    - 0 - 8 contra Bolívar (16 de diciembre de 2018).

  - En torneos internacionales:
    - 0 - 7 contra  Cruzeiro Esporte Clube (3 de febrero de 2010 por la Copa Libertadores 2010).
    - 0 - 6 contra  Cerro Porteño (24 de agosto de 2016 por la Copa Sudamericana 2016).
- Primer partido en torneos nacionales: 1 - 1 contra Destroyer's (2 de marzo de 1998).
- Primer partido en torneos internacionales: 1 - 0 contra  San Lorenzo (5 de febrero de 2002 por la Copa Libertadores 2002).
- Jugador con más partidos disputados: Darwin Peña (363 partidos oficiales).
- Jugador con más goles: Darwin Peña (91 goles en competiciones oficiales).
- Jugador con más goles en torneos internacionales: Christian Reynaldo, Álvaro Pintos y Edú Monteiro (4 goles).
- Entrenador con más partidos dirigidos: Luis Esteban Galarza (380 encuentros oficiales).

### Rankings

#### Rankings deIFFHS
- Ranking del Club de Sudamérica de la 1.ª Década del Siglo XXI (2001-2010): 83.º (632,0 puntos).[16]

### Participaciones en campeonatos nacionales
| \| Competencia \| Detalle \| \| Competencia \| Posición \| \| ------------------------- \| ---------------------- \| \| Copa Simón Bolívar 1997 \| Campeón \| \| Apertura 1998 \| 8° \| \| Clausura 1998 \| Hexagonal Final \| \| Apertura 1999 \| 3° \| \| Clausura 1999 \| Hexagonal Final \| \| Apertura 2000 \| 5° \| \| Clausura 2000 \| 7° \| \| Apertura 2001 \| 6° \| \| Clausura 2001 \| Cuadrangular Final \| \| Apertura 2002 \| 8° \| \| Clausura 2002 (*) \| 4° \| \| Apertura 2003 \| 5° \| \| Clausura 2003 \| Cuadrangular de Grupos \| \| Apertura 2004 \| 4° \| \| Clausura 2004 \| Octogonal Final \| \| Adecuación 2005 \| 9° \| \| Apertura 2005 \| 4° grupo B \| \| Clausura 2006 \| 2.º \| \| Segundo Torneo 2006 \| 2.º \| \| Apertura 2007 \| Campeón \| \| Clausura 2007 \| 4° grupo B \| \| Apertura 2008 \| 11° \| \| Clausura 2008 \| Semifinales \| \| Apertura 2009 \| 2.º \| \| Clausura 2009 \| 6° \| \| Apertura 2010 \| 4.º grupo B \| \| Clausura 2010 \| 7.º \| \| Adecuación 2011 \| 2.º \| \| Apertura 2011 \| 5.º grupo A \| \| Clausura 2012 \| 6.º \| \| Apertura 2012 \| 5.º \| \| Clausura 2013 \| 7.º \| \| Apertura 2013 \| 7.º \| \| Clausura 2014 \| 4.º \| \| Apertura 2014 \| 7.º \| \| Clausura 2015 \| 6.º \| \| Apertura 2015 \| 12.º \| \| Clausura 2016 \| 10.º \| \| Apertura 2016 \| 4.º \| \| Apertura 2017 \| 9.º \| \| Clausura 2017 \| 10.º \| \| Apertura 2018 \| 5.º grupo A \| \| Clausura 2018 \| 13.º \| \| Apertura 2019 \| 10.º \| \| Clausura 2019 \| 11° \| \| Apertura 2020 \| 13° \| \| División Profesional 2021 \| 15° \| |                        |
| Competencia | Detalle                |
| Competencia | Posición               |
| Copa Simón Bolívar 1997 | Campeón                |
| Apertura 1998 | 8°                     |
| Clausura 1998 | Hexagonal Final        |
| Apertura 1999 | 3°                     |
| Clausura 1999 | Hexagonal Final        |
| Apertura 2000 | 5°                     |
| Clausura 2000 | 7°                     |
| Apertura 2001 | 6°                     |
| Clausura 2001 | Cuadrangular Final     |
| Apertura 2002 | 8°                     |
| Clausura 2002 (*) | 4°                     |
| Apertura 2003 | 5°                     |
| Clausura 2003 | Cuadrangular de Grupos |
| Apertura 2004 | 4°                     |
| Clausura 2004 | Octogonal Final        |
| Adecuación 2005 | 9°                     |
| Apertura 2005 | 4° grupo B             |
| Clausura 2006 | 2.º                    |
| Segundo Torneo 2006 | 2.º                    |
| Apertura 2007 | Campeón                |
| Clausura 2007 | 4° grupo B             |
| Apertura 2008 | 11°                    |
| Clausura 2008 | Semifinales            |
| Apertura 2009 | 2.º                    |
| Clausura 2009 | 6°                     |
| Apertura 2010 | 4.º grupo B            |
| Clausura 2010 | 7.º                    |
| Adecuación 2011 | 2.º                    |
| Apertura 2011 | 5.º grupo A            |
| Clausura 2012 | 6.º                    |
| Apertura 2012 | 5.º                    |
| Clausura 2013 | 7.º                    |
| Apertura 2013 | 7.º                    |
| Clausura 2014 | 4.º                    |
| Apertura 2014 | 7.º                    |
| Clausura 2015 | 6.º                    |
| Apertura 2015 | 12.º                   |
| Clausura 2016 | 10.º                   |
| Apertura 2016 | 4.º                    |
| Apertura 2017 | 9.º                    |
| Clausura 2017 | 10.º                   |
| Apertura 2018 | 5.º grupo A            |
| Clausura 2018 | 13.º                   |
| Apertura 2019 | 10.º                   |
| Clausura 2019 | 11°                    |
| Apertura 2020 | 13°                    |
| División Profesional 2021 | 15°                    |

     Campeón.
    Subcampeón.
    Tercer Lugar.
     Ascenso.
     Descenso.

### Resumen estadístico
Nota: En negrita competiciones activas.
| \| Torneo \| PJ \| PG \| PE \| PP \| GF \| GC \| Dif. \| Puntos \| Mejor resultado \| \| ---------------------------- \| --------- \| --------- \| --------- \| --------- \| --------- \| --------- \| --------- \| --------- \| --------------- \| \| Torneos nacionales \| \| \| \| \| \| \| \| \| \| \| Primera División de Bolivia \| 992 \| 382 \| 200 \| 410 \| 1582 \| 1675 \| –93 \| 1343 \| Campeón \| \| Play-offs \| 19 \| 11 \| 4 \| 4 \| 38 \| 29 \| +9 \| 37 \| Campeón \| \| Copa Simón Bolívar \| Sin Datos \| Sin Datos \| Sin Datos \| Sin Datos \| Sin Datos \| Sin Datos \| Sin Datos \| Sin Datos \| Campeón \| \| Torneos internacionales \| \| \| \| \| \| \| \| \| \| \| Copa Libertadores de América \| 24 \| 6 \| 4 \| 14 \| 33 \| 54 \| –21 \| 22 \| Fase de grupos \| \| Copa Sudamericana \| 10 \| 3 \| 2 \| 5 \| 12 \| 23 \| –11 \| 11 \| Segunda Fase \| \| Total \| 1045 \| 402 \| 210 \| 433 \| 1665 \| 1781 \| –116 \| 1413 \| \| \| Ver estadísticas completas \| \| \| \| \| \| \| \| \| \| |           |           |           |           |           |           |           |           |                 |
| Torneo | PJ        | PG        | PE        | PP        | GF        | GC        | Dif.      | Puntos    | Mejor resultado |
| Torneos nacionales |           |           |           |           |           |           |           |           |                 |
| Primera División de Bolivia | 992       | 382       | 200       | 410       | 1582      | 1675      | –93       | 1343      | Campeón         |
| Play-offs | 19        | 11        | 4         | 4         | 38        | 29        | +9        | 37        | Campeón         |
| Copa Simón Bolívar | Sin Datos | Sin Datos | Sin Datos | Sin Datos | Sin Datos | Sin Datos | Sin Datos | Sin Datos | Campeón         |
| Torneos internacionales |           |           |           |           |           |           |           |           |                 |
| Copa Libertadores de América | 24        | 6         | 4         | 14        | 33        | 54        | –21       | 22        | Fase de grupos  |
| Copa Sudamericana | 10        | 3         | 2         | 5         | 12        | 23        | –11       | 11        | Segunda Fase    |
| Total | 1045      | 402       | 210       | 433       | 1665      | 1781      | –116      | 1413      |                 |
| Ver estadísticas completas |           |           |           |           |           |           |           |           |                 |

### Participaciones internacionales
| Torneo                           | Ediciones                                                |
| -------------------------------- | -------------------------------------------------------- |
| Copa Libertadores de América (6) | 2002, 2007 y 2008. - Fase Previa (3): 2009, 2010 y 2012. |
| Copa Sudamericana (4)            | 2007, 2013, 2015 y 2016.                                 |

### Por temporada
| Copa Libertadores      | Copa Libertadores | Copa Libertadores | Copa Libertadores | Copa Libertadores | Copa Libertadores | Copa Libertadores | Copa Libertadores | Copa Libertadores                      | Copa Libertadores |
| Año                    | Desempeño         | PJ                | PG                | PE                | PP                | GF                | GC                | Goleadores                             |                   |
| ---------------------- | ----------------- | ----------------- | ----------------- | ----------------- | ----------------- | ----------------- | ----------------- | -------------------------------------- | ----------------- |
| Copa Libertadores 2002 | Fase de grupos    | 6                 | 2                 | 0                 | 4                 | 10                | 16                | Christian Reynaldo: 4                  |                   |
| Copa Libertadores 2007 | Fase de grupos    | 6                 | 1                 | 3                 | 2                 | 8                 | 9                 | Edú Monteiro: 4                        |                   |
| Copa Libertadores 2008 | Fase de grupos    | 6                 | 2                 | 0                 | 4                 | 11                | 11                | Álvaro Pintos: 4                       |                   |
| Copa Libertadores 2009 | Primera fase      | 2                 | 0                 | 0                 | 2                 | 1                 | 7                 | Edemir Rodríguez: 1                    |                   |
| Copa Libertadores 2010 | Primera fase      | 2                 | 0                 | 1                 | 1                 | 1                 | 8                 | Roberto Correa: 1                      |                   |
| Copa Libertadores 2012 | Primera fase      | 2                 | 1                 | 0                 | 1                 | 2                 | 3                 | Claudio Centurión y Edgardo Brittes: 1 |                   |
| Total                  |                   | 24                | 6                 | 4                 | 14                | 33                | 54                | Reynaldo, Monteiro y Pintos: 4         |                   |

| Copa Sudamericana      | Copa Sudamericana | Copa Sudamericana | Copa Sudamericana | Copa Sudamericana | Copa Sudamericana | Copa Sudamericana | Copa Sudamericana | Copa Sudamericana                                                   | Copa Sudamericana |
| Año                    | Desempeño         | PJ                | PG                | PE                | PP                | GF                | GC                | Goleador(es)                                                        |                   |
| ---------------------- | ----------------- | ----------------- | ----------------- | ----------------- | ----------------- | ----------------- | ----------------- | ------------------------------------------------------------------- | ----------------- |
| Copa Sudamericana 2007 | Fase preliminar   | 2                 | 0                 | 1                 | 1                 | 2                 | 4                 | Fernando Brandán: 1                                                 |                   |
| Copa Sudamericana 2013 | Primera fase      | 2                 | 1                 | 0                 | 1                 | 3                 | 6                 | Iván Zerda, Maximiliano Andrada y Sergio Bubas: 1                   |                   |
| Copa Sudamericana 2015 | Primera fase      | 2                 | 1                 | 0                 | 1                 | 3                 | 4                 | Miguel Loaiza, Jorge Toco y Gilbert Álvarez: 1                      |                   |
| Copa Sudamericana 2016 | Segunda fase      | 4                 | 1                 | 1                 | 2                 | 4                 | 9                 | Rodrigo Borda, Rubén de la Cuesta, Edwin Alpire y Antonio Rojano: 1 |                   |
| Total                  |                   | 10                | 3                 | 2                 | 5                 | 12                | 23                | -                                                                   |                   |

### Real Potosí en competiciones internacionales
| Año  | Competición            | Ronda           | Rival                | Local | Visita | Global   |
| ---- | ---------------------- | --------------- | -------------------- | ----- | ------ | -------- |
| 2002 | Copa Libertadores 2002 | Fase de grupos  | San Lorenzo          | 1–0   | 5–1    | 4° lugar |
| 2002 | Copa Libertadores 2002 | Fase de grupos  | El Nacional          | 2–4   | 2–0    | 4° lugar |
| 2002 | Copa Libertadores 2002 | Fase de grupos  | Peñarol              | 6–1   | 4–0    | 4° lugar |
| 2007 | Copa Libertadores 2007 | Fase de grupos  | Flamengo             | 2–2   | 1–0    | 3° lugar |
| 2007 | Copa Libertadores 2007 | Fase de grupos  | Paraná               | 3–1   | 2–0    | 3° lugar |
| 2007 | Copa Libertadores 2007 | Fase de grupos  | Unión Maracaibo      | 2–2   | 1–1    | 3° lugar |
| 2007 | Copa Sudamericana 2007 | Fase preliminar | Colo-Colo            | 1–1   | 3–1    | 2-4      |
| 2008 | Copa Libertadores 2008 | Fase de grupos  | San Lorenzo          | 2–3   | 1–0    | 4° lugar |
| 2008 | Copa Libertadores 2008 | Fase de grupos  | Cruzeiro             | 5–1   | 3–0    | 4° lugar |
| 2008 | Copa Libertadores 2008 | Fase de grupos  | Caracas              | 3–1   | 2–1    | 4° lugar |
| 2009 | Copa Libertadores 2009 | Primera fase    | Palmeiras            | 0–2   | 5–1    | 1-7      |
| 2010 | Copa Libertadores 2010 | Primera fase    | Cruzeiro             | 1–1   | 7–0    | 1-8      |
| 2012 | Copa Libertadores 2012 | Primera fase    | Flamengo             | 2–1   | 2–0    | 2-3      |
| 2013 | Copa Sudamericana 2013 | Primera fase    | Universidad de Chile | 3–1   | 5–0    | 3-6      |
| 2015 | Copa Sudamericana 2015 | Primera fase    | Juventud             | 2–0   | 4–1    | 3-4      |
| 2016 | Copa Sudamericana 2016 | Primera fase    | Universidad Católica | 3–1   | 1–1    | 4-2      |
| 2016 | Copa Sudamericana 2016 | Segunda fase    | Cerro Porteño        | 0–1   | 6–0    | 0-7      |

## Jugadores

### Altas y bajas 2025
| Altas              |               |                         |       |        |
| Futbolista         | Posición      | Procedencia             | Tipo  | Ref.   |
| Primer Semestre    |               |                         |       |        |
| Claudio Chacior    | Entrenador    | Universidad Cruceña     | Libre | [ 17 ] |
| Juan García        | Guardameta    | Ciudad Nueva Santa Cruz | Libre |        |
| Diego Mollo        | Guardameta    | Universitario (USFX)    | Libre |        |
| Cristhian Martínez | Guardameta    | Sportivo Pocitos        | Libre |        |
| Juan Pablo Rioja   | Defensa       | Real Tomayapo           | Libre |        |
| Gonzalo Añasgo     | Defensa       | Petrolero               | Libre |        |
| Kevin Villegas     | Defensa       | Universidad Cruceña     | Libre |        |
| Kevin Tintayo      | Mediocampista | Juan Manuel Peña        | Libre |        |
| Jairo Sánchez      | Mediocampista | Bolívar                 | Libre |        |
| Daniel Cuéllar     | Mediocampista | Universitario (UAJMS)   | Libre |        |
| Sebastián Salazar  | Mediocampista | Guabirá                 | Libre |        |
| Imanol Cárdenas    | Mediocampista | Real Santa Cruz         | Libre |        |
| Marcelo Calle      | Mediocampista | Nacional Potosí         | Libre |        |
| Ariel Lino         | Mediocampista | Torre Fuerte            | Libre |        |
| Yhamil Valverde    | Mediocampista | ABB                     | Libre |        |
| Juan Pablo Gómez   | Mediocampista | Totora Real Oruro       | Libre |        |
| Diego Bustos       | Mediocampista | Universitario (UAJMS)   | Libre |        |
| Misael Cuéllar     | Delantero     | Real Tomayapo           | Libre |        |
| Vladimir Castellón | Delantero     | Real Tomayapo           | Libre |        |
| Fernando Saldías   | Delantero     | Rio Branco SC           | Libre |        |

| Bajas            |               |              |        |        |
| Futbolista       | Posición      | Destino      | Tipo   | Ref.   |
| Primer Semestre  |               |              |        |        |
| Delfín Vargas    | Entrenador    | TBA          | Libre  |        |
| Israel Tapia     | Guardameta    | TBA          | Libre  |        |
| Iván Brun        | Guardameta    | Bandera de ? | Retiro | [ 18 ] |
| Rubén Mancilla   | Defensa       | TBA          | Libre  |        |
| Deymar Céspedes  | Defensa       | TBA          | Libre  |        |
| Ronald Gil       | Defensa       | TBA          | Libre  |        |
| Robin Canido     | Mediocampista | TBA          | Libre  |        |
| Darwin Lauren    | Mediocampista | TBA          | Libre  |        |
| Miguel Mamani    | Mediocampista | TBA          | Libre  |        |
| Fabricio Mariaca | Mediocampista | TBA          | Libre  |        |
| Carlos Rueda     | Mediocampista | TBA          | Libre  |        |
| Rodolfo Padilla  | Delantero     | TBA          | Libre  |        |
| José Cortez      | Delantero     | TBA          | Libre  |        |

### Registros
| Goleadores | Goleadores         | Goleadores | Presencias | Presencias     | Presencias   |
| ---------- | ------------------ | ---------- | ---------- | -------------- | ------------ |
| 1.         | Darwin Peña        | 93 goles   | 1.         | Darwin Peña    | 353 partidos |
| 2.         | Alfredo Jara       | 77 goles   | 2.         | Eduardo Ortiz  | 351 partidos |
| 3.         | Christian Reynaldo | 71 goles   | 3.         | Nicolás Suárez | 309 partidos |
| 4.         | Roberto Correa     | 66 goles   | 4.         | Roberto Correa | 299 partidos |
| 5.         | Miguel Loayza      | 58 goles   | 5.         | Miguel Loayza  | 289 partidos |

Nota: En negrita los jugadores activos en el club.

### Goleadores de Primera División
| # | Jugador        | Torneo              | Goles |
| - | -------------- | ------------------- | ----- |
| 1 | Martín Menacho | Apertura 2004       | 15    |
| 2 | Alfredo Jara   | Clausura 2006       | 16    |
| 3 | Alfredo Jara   | Segundo Torneo 2006 | 19    |
| 4 | Luis Sillero   | Clausura 2008       | 17    |

Fuente: RSSSF

### Jugadores extranjeros
| Nacionalidad | Jugadores | Jugadores |
| ------------ | --------- | --- |
| América      |           | |
| Argentina    | 86        | Américo López, Víctor Hugo Andrada, Leonardo Selenzo, Raúl Cardozo, Gustavo Notta, Pablo Monteros, Guido Aballay, Roberto Correa, Pablo Nieva, Andrés Romano, Mariano Fernández, Ramón Videla, Diego Sánchez, Carlos Heredia, Ariel Mangiantini, Martín Martos, Edgardo Parisi, Damián Bensi, Domingo Cardozo, Víctor Godoy, Lucas Laggini, Cristián Torres, Fernando Brandan, Gerardo Yecerotte, Rubén Villarreal, José Burtovoy, Javier León, Óscar Vera, Pablo Cézar, Luis Sillero, Nicolás Sartori, Juan Tissera, Horacio Chiorazzo, Horacio Fernández, Cristian Ruiz, Fernando Algañaraz, Guillermo Chena, Roberto Fergonzi, José Najar, Mauricio Sanjurjo, Diego Salvatierra, Sebastián Carrizo, Maximiliano Álvarez, Alberto Alarcón, Edgardo Brittes, José Michelena, Marco Pol, Ariel Aragón, Alexis Bravo, Diego Cardozo, Maximiliano Andrada, Nicolás Bubas, Cristian Díaz, Gabriel Díaz, Cristian Girard, Iván Zerda, Martín Blanco, Leonardo Piris, Carlos Ponce, Pablo Vázquez, Mauro Zanotti, Federico Flores, Martín Pavez, Antonio Rojano, Alejandro Bejarano, Alexis González, Heber Leaños, Luciano Estrada, Maximiliano Gómez, Hugo González, Leonardo Iglesias, Luis Leguizamón, Maximiliano Martínez, Marcelo Robledo, Walter Santillán, Germán Sosa, Mariano Berriex, Federico Domínguez, Marcos Ríos, Juan Vogliotti, Cristian Iramaz, Matías Aguirre, Nicolás Aguirre, Joan Juncos, Nahuel Cisneros, Joel Fernández |
| Brasil       | 8         | Fabio Seixas, Alberto Carvalho, Rickson Santana, Edú Monteiro, Mauro Machado, William Gomes, Fernando Martelli, Anderson Grafite |
| Colombia     | 7         | Yimmy Ramírez, Edward Mafla, Carlos Hidalgo, Cristian Pulido, Wilder Salazar, Víctor Peña, Léiner Escalante |
| Ecuador      | 1         | José Cortez |
| México       | 2         | Carlos López, Luis Trujillo |
| Paraguay     | 15        | Alfredo Jara, Gilberto Ayala, Ricardo Gómez, Celso Ortíz, Rubén Aguilera, Derlis Caballero, Oscar Espínola, Isidro Candia, Nery Fernández, Claudio Centurión, Henry Lapczyk, Carlos Neumann, Sixto Santacruz, Osmar Rivas, Arístides Florentín |
| Uruguay      | 6         | Jesús Leal, Gustavo Bentos, Enrique de los Santos, Álvaro Pintos, Martín Galain, Santiago Rodrìguez |
| Venezuela    | 2         | Robin Ramos, Carlos Rueda |
| África       |           | |
| Camerún      | 1         | Christian Bekamenga |
| Nigeria      | 1         | Bismark Ubah |
| Europa       |           | |
| España       | 3         | Rubén de la Cuesta, Fran Pastor, Luis Díez |

## Entrenadores
El Club Real Potosí ha tenido un total de 58 entrenadores a lo largo de su historia, siendo Antonio Ortega el primero de estos, y bajo cuya dirección el club consiguió la Copa Simón Bolívar en 1997.
El director técnico con más partidos en la institución es Luis Esteban Galarza, quien dirigió al equipo en dos períodos entre 1998 y 2003, sumando un total de 178 partidos oficiales.
Mientras que el entrenador Mauricio Soria llevó al club a ganar su único título en primera división, tras la obtención del Torneo Apertura 2007.
Además destacan los directores técnicos Félix Berdeja y Sergio Apaza.

### Cuerpo técnico 2024
- Entrenador: Delfín Vargas
- Preparador de arqueros: Edgar Cervantes
- Utilero: Reynaldo Mamani

### Más partidos dirigidos
| Entrenador           | Periodo                                 | Partidos | PG | PE | PP | %      |
| -------------------- | --------------------------------------- | -------- | -- | -- | -- | ------ |
| Luis Esteban Galarza | 1998-1999; 2001-2003 (2 etapas)         | 178      | 73 | 34 | 71 | 41.01% |
| Víctor Hugo Andrada  | 2001; 2005; 2010; 2014; 2024 (5 etapas) | 81       | 30 | 20 | 31 | 37.04% |
| Félix Berdeja        | 2005-2007; 2008 (2 etapas)              | 68       | 30 | 18 | 20 | 44.12% |

### Entrenadores destacados
| Entrenador           | Período          | Logros |
| -------------------- | ---------------- | --- |
| Antonio Ortega       | 1988-1999        | Campeón de la Copa Simón Bolívar en 1998. Ascenso a Primera División                                                                            |
| Luis Esteban Galarza | 1999, 2000-2003  | Primera clasificación a una Copa Libertadores en 2002                                                                                           |
| Félix Berdeja        | 2005-2007, 2008  | Subcampeón Torneo Clausura 2005-06 Subcampeón Segundo Torneo 2006 Clasificación a Copa Libertadores 2007 Clasificación a Copa Sudamericana 2007 |
| Mauricio Soria       | 2007-2008, 2013  | Campeón del Torneo Apertura 2007 Clasificación a Copa Libertadores 2008                                                                         |
| José Belzu           | 2008-2009        | Ganador del Torneo Playoff 2008 Clasificación a Copa Libertadores 2009                                                                          |
| Sergio Apaza         | 2009-2010        | Ganador del Torneo Playoff 2009 Clasificación a Copa Libertadores 2010                                                                          |
| Marcos Ferrufino     | 2011, 2019, 2020 | Subcampeón Torneo Adecuación 2011 Clasificación a Copa Libertadores 2012                                                                        |

## Presidentes
El presidente más influyente de la historia de la institución fue Samuel Blanco, quién fue uno de los fundadores en 1988. Quien fuera además el mandatario que más veces estuvo a cargo de la institución, estando 17 años consecutivos en el cargo desde 1994 hasta el año 2010. Bajo su mandato la institución obtuvo los logros más importantes de su historia.
El actual presidente del Club Real Potosí es Jaime Flores, quien ejerce el cargo en su primer mandato desde el 4 de mayo de 2022, en sucesión de Ramón Tarqui.

#### Cronología
| N.º | Presidente            | País    | Inicio del mandato | Final del mandato | Notas                              | Ref.   |
| --- | --------------------- | ------- | ------------------ | ----------------- | ---------------------------------- | ------ |
| 1   | Samuel Blanco         | España  | 01-04-1988         | 30-03-2010        | Fundador                           | [ 19 ] |
| 2   | José Ochoa            | Bolivia | 31-03-2010         | 16-05-2010        | -                                  |        |
| 3   | Eduardo Salamanca     | Bolivia | 17-05-2010         | 29-10-2014        | -                                  | [ 20 ] |
| 4   | Marco Ortega          | Bolivia | 06-11-2014         | 26-06-2015        | -                                  | [ 21 ] |
| 5   | Juan Carlos Cejas     | Bolivia | 07-08-2015         | 23-10-2015        | -                                  | [ 22 ] |
| 6   | René Navarro          | Bolivia | 02-01-2016         | 17-02-2016        | -                                  | [ 23 ] |
| 7   | Rodolfo Mamani        | Bolivia | 21-02-2016         | 16-02-2017        | -                                  | [ 24 ] |
| 8   | Daniel Ordóñez        | Bolivia | 17-02-2017         | 17-07-2017        | Interino o de transición no electo |        |
| 9   | Wilson Gutiérrez      | Bolivia | 18-07-2017         | 27-07-2018        | -                                  | [ 25 ] |
| 10  | Juan de Uzín          | Bolivia | 28-07-2018         | 06-09-2018        | Interino o de transición no electo |        |
| 11  | Calixto Santos Javier | Bolivia | 07-09-2018         | 03-08-2021        | -                                  | [ 26 ] |
| 12  | Ramón Tarqui          | Bolivia | 04-08-2021         | 03-05-2022        | -                                  |        |
| 13  | Jaime Osvaldo Flores  | Bolivia | 04-05-2022         | 12-03-2024        | -                                  | [ 27 ] |
| 14  | Freddy Marca Uño      | Bolivia | 12-03-2024         | Presente          | -                                  | [ 28 ] |

## Palmarés
El Club Real Potosí posee en su palmarés 1 título de Primera División y 1 torneo de Copa Simón Bolívar.

### Torneos nacionales (1)
| Competición nacional              | Títulos        | Subcampeonatos                                                      |
| --------------------------------- | -------------- | ------------------------------------------------------------------- |
| Primera División de Bolivia (1/4) | Apertura 2007. | Clausura 2006, Segundo Torneo 2006, Apertura 2009, Adecuación 2011. |
| Copa Simón Bolívar (1)            | 1997.          |                                                                     |
| Torneo Clausura (0/1)             |                | 2001.                                                               |

### Torneos regionales (6)
| Competición regional    | Títulos                             | Subcampeonatos        |
| ----------------------- | ----------------------------------- | --------------------- |
| Primera "A" (AFP) (6/3) | 1990, 1991, 1995, 1996, 1997, 2023. | 1989, AD. 2023, 2024. |

### Torneos clasificatorios
- Torneo de Play Off: 2008, 2009. (Récord)

## Área social
Al ser Real Potosí el equipo más grande, ganador y representativo a nivel nacional e internacional del departamento de Potosí posee el apoyo de la mayor parte de la población potosina. Real Potosí tiene seguidores en todos los departamentos del país, principalmente en las ciudades del sur boliviano como Tarija y Sucre.
Las características principales de su hinchada son su lealtad y acompañamiento, a pesar de las malas campañas en los último años, y que se demostraron en sus partidos por el ascenso boliviano.

### Barras organizadas
El «Imperio Realista» es el nombre de la barrabrava oficial del club, se ubica en la curva Norte del Estadio Víctor Agustín Ugarte. Fue fundada el 20 de marzo de 2005. Con la llegada del Imperio Realista se empezó a ver la fiesta en las tribunas, ya que años anteriores se notó la ausencia de color y organización.
Este grupo de jóvenes desde un inicio demostraron su amor hacia el club. Se caracterizan por su apoyo incondicional al equipo y tratando siempre de sobresalir entre las demás hinchadas. Además han organizado grandes recibimientos en la liga y en la Copa Libertadores de América. En la actualidad, Imperio Realista está conformado por jóvenes provenientes de diversos sectores de la ciudad de Potosí y del interior del país, los cuales se dividen en numerosos subgrupos.
El Club Real Potosí cuenta además con otros grupos de aficionados entre los que se destacan: «Limonadotas», «Locos X el Lila», y «La Poderosa General».

### Monumento

Monumento dedicado al Club Real Potosí

El monumento fue erigido en 2008, luego de la obtención del Torneo Apertura 2007. Los autores de la obra son los hermanos Armando y Wálter Pórcel y consiste en una estatua de 2 metros, 80 centímetros, ubicado sobre un pedestal de 3 metros de altura. Se encuentra en la Avenida Universitaria, esquina Highland Players. Está construida con resina de polietileno, reforzada con fibra de vidrio.

### Canciones dedicadas
En la siguiente tabla solo se detallan las canciones publicadas por artistas y agrupaciones musicales, dedicadas al club Real Potosí.
| Canción                 | Intérprete(s) | Compositor(es)          | Género             | Año  | Álbum                   | Duración |
| ----------------------- | ------------- | ----------------------- | ------------------ | ---- | ----------------------- | -------- |
| «Yo Soy de Real Potosí» | Savia Andina  | Gerardo Arias           | Tinku              | 1999 | Vale un Potosí          | 2:55     |
| «Saya Real»             | Sumaq Raymi   | Víctor Hugo Pérez Rocha | Saya afroboliviana | 2009 | El humahuaqueño         | 3:50     |
| «Real Potosí»           | Qolqe T'ikas  | -                       | Caporal            | 2011 | -                       | 3:36     |
| «Real Potosí»           | Aullagas      | -                       | -                  | 2012 | El funeral de la tierra | 4:21     |

## Rivalidades

### Clásico Potosino

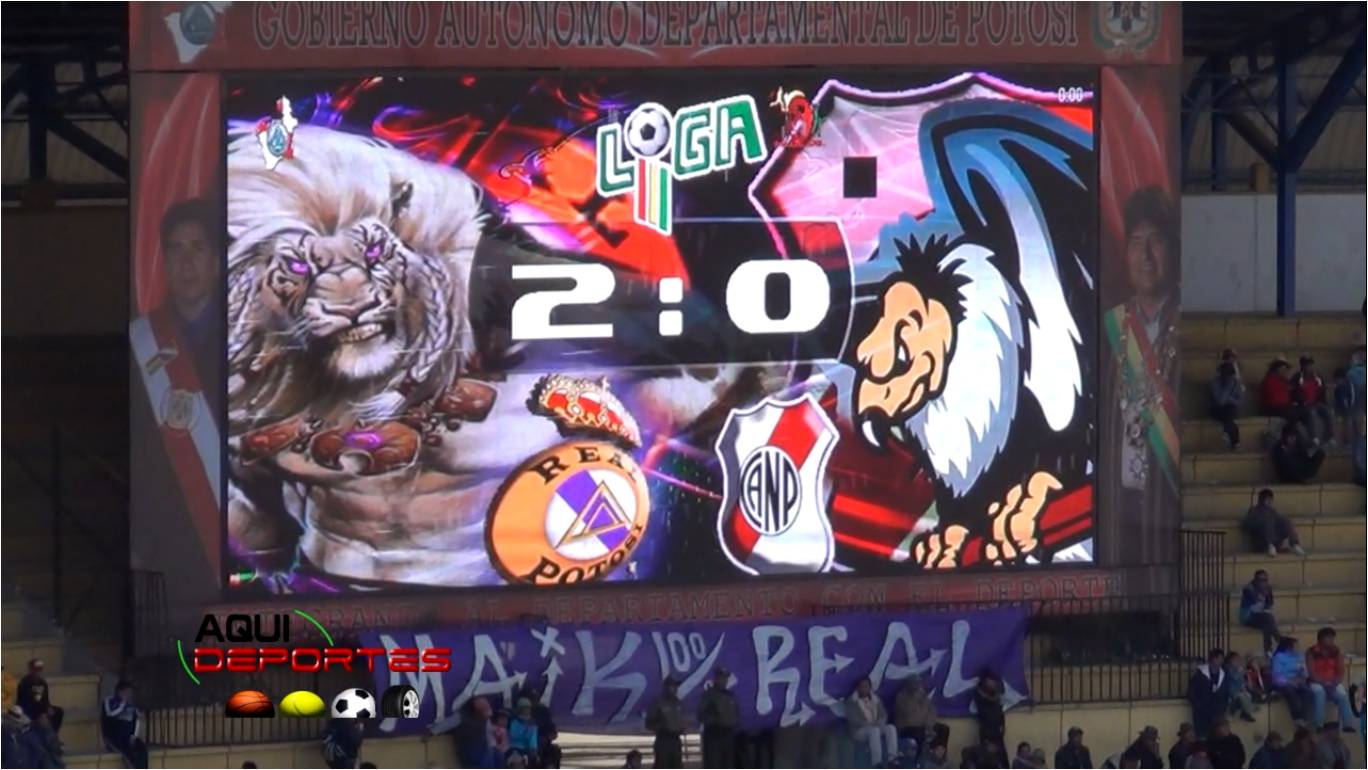
El marcador del clásico en la pantalla led del Estadio Víctor Agustín Ugarte.

El «Clásico Potosino» es como se denomina al partido del fútbol boliviano que enfrenta a los dos clubes de la ciudad de Potosí: Real Potosí y Nacional Potosí.
El primer clásico que se disputó en la historia entre ambos equipos por la liga fue el 19 de abril de 2009, con resultado de empate 1:1.
| Competición      | PJ | G. Real Potosí | E  | G. Nacional Potosí | Goles Real Potosí | Goles Nacional Potosí |
| ---------------- | -- | -------------- | -- | ------------------ | ----------------- | --------------------- |
| Primera División | 44 | 15             | 11 | 18                 | 60                | 63                    |
| Total            | 44 | 15             | 11 | 18                 | 60                | 63                    |

### Clásicos Potosí-Sucre
La rivalidad entre los clubes de Potosí y Sucre, los enfrentamientos entre estos son conocidos como el «Clásico del Sur». Siendo el primer clásico Stormer's vs Independiente Unificada, que inicia a mediados de los años 70, posteriormente a finales de los años 90 comienza el clásico entre Real Potosí vs Independiente Petrolero, en 2006 nace el duelo entre Real Potosí y Universitario, qué con el paso del tiempo, se volvió el más importante duelo entre los clásicos.
Datos estadísticos
- Se contabilizan todos los partidos oficiales:

| Rival                   | PJ | PG | PE | PP | GF | GC | Dif |
| ----------------------- | -- | -- | -- | -- | -- | -- | --- |
| Independiente Petrolero | 27 | 10 | 7  | 10 | 41 | 38 | 0   |
| Universitario           | 60 | 20 | 15 | 25 | 78 | 97 | –5  |

### Otras rivalidades
El Club Real Potosí también mantiene una rivalidad con los clubes Petrolero de Yacuiba y el Club Atlético Ciclón, ambos de Tarija. Mientras que el partido con San José es denominado como el «clásico minero» debido a que la prensa principalmente ha promocionado este duelo como un clásico debido a que ambos clubes proceden de ciudades mineras (Potosí y Oruro). Pero, en realidad no lo es pues no hay rivalidad entre la afición de ambos clubes. También disputa el «clásico felino» con The Strongest, debido a que ambos clubes utilizan a felidos como símbolos institucionales. Otro partido esperado por sus seguidores es el enfrentamiento contra el Club Bolívar.
Datos estadísticos
- Se contabilizan todos los partidos oficiales de Primera División y Play-offs:

| Rival         | PJ  | PG | PE | PP | GF  | GC  | Dif |
| ------------- | --- | -- | -- | -- | --- | --- | --- |
| Bolívar       | 100 | 25 | 26 | 49 | 132 | 204 | -24 |
| Ciclón        | 4   | 1  | 0  | 3  | 5   | 6   | -2  |
| Petrolero     | 18  | 5  | 6  | 7  | 18  | 26  | -2  |
| San José      | 76  | 29 | 15 | 32 | 123 | 137 | -3  |
| The Strongest | 91  | 21 | 21 | 49 | 127 | 196 | -28 |

Leyenda:
     balance favorable
     balance desfavorable
     balance equilibrado

## Secciones deportivas

### Real Potosí "B"
El club cuenta con un equipo filial que participa en el torneo de la Primera "B" de la Asociación de Fútbol Potosí.

### Fútbol femenino
La sección femenina del club disputa el campeonato de fútbol de la Asociación de Fútbol Potosí, equivalente a la tercera división masculina. El 25 de enero de 2020, tras nueve fechas disputadas, Real Potosí se consagra campeón del torneo, tras derrotar 2-0 a Highland Players.

### Ciclismo
La sección de ciclismo de Real Potosí fue fundada en 2011. Ese mismo año consigue su primera victoria de la mano de Peter Campero, llegando en primer lugar de la categoría élite en la vuelta a Punata.
En la actualidad esta disciplina deportiva no está activa.